# Romain Gijssels

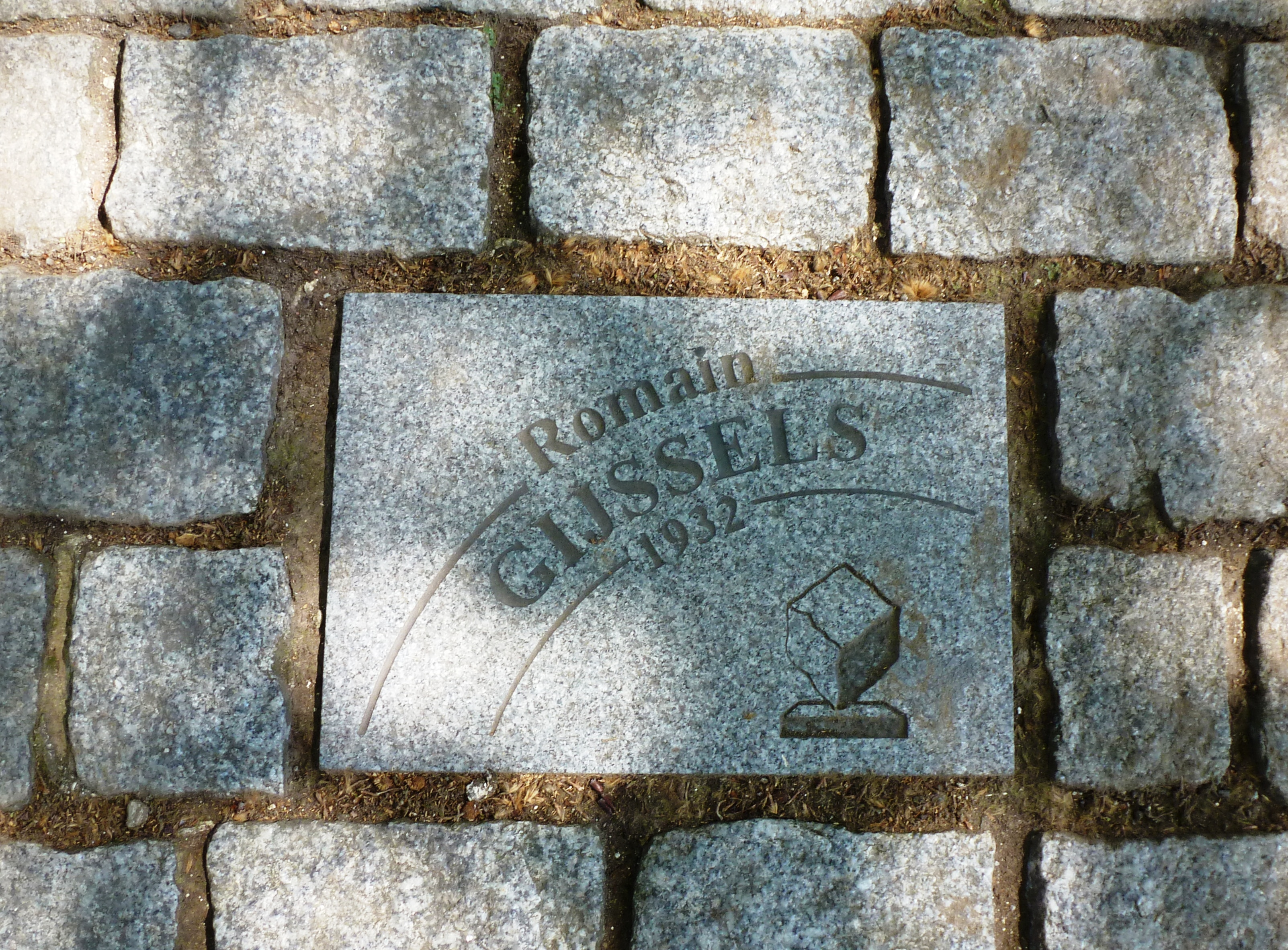
Pflasterstein für Romain Gijssels auf der Avenue Charles Crupelandt in Roubaix

Romain Gijssels (* 10. März 1907 in Denderwindeke; † 31. März 1978 in Paris) war ein belgischer Radrennfahrer.
Er war Profi von 1930 bis 1936. Bereits 1931 gewann er die Flandern-Rundfahrt. Sein erfolgreichstes Jahr sollte allerdings 1932 werden, als er zunächst den Klassiker Paris–Roubaix und danach erneut die Flandern-Rundfahrt gewann. Dazu folgte dann noch der Sieg beim Rennen Bordeaux–Paris sowie im Grote Prijs Stad Sint-Niklaas. 1933 siegte er im Eintagesrennen Marseille–Lyon.
1934 gewann er noch das Rennen Paris–Belfort und nahm dann auch noch an der Tour de France teil, bei der er auf der 19. Etappe noch den 2. Platz belegte.